# 鯨の骨
『鯨の骨』（くじらのほね）は、2023年10月13日公開の日本映画。監督は大江崇允。落合モトキとあのがダブル主演を務めている。

## 概要
AR（拡張現実）を題材にリアルとバーチャルが混濁する世界を描いた作品。ARアプリにはまり込んでいくサラリーマン・間宮を落合モトキが、ARアプリでカリスマ的存在となっている少女・明日香をあのが演じる。映画のキャッチコピーは「都会の夜はまるで深海のよう」。

## キャスト
- 間宮 - 落合モトキ
- 明日香 - あの
- 凛 - 横田真悠
- 由香理 - 大西礼芳
- しんさん - 宇野祥平
- 内村遥
- 松澤匠
- 猪俣俊明

## スタッフ
- 監督：大江崇允
- 脚本：菊池開人、大江崇允
- 音楽：渡邊琢磨
- 主題歌：ano「鯨の骨」[2]
- プロデューサー：近藤多聞、片山武志
- エグゼクティブプロデューサー：後藤哲
- スーパーバイジングプロデューサー：久保田修
- 共同プロデューサー：田中美幸
- 撮影：米倉伸
- 照明：高井大樹
- 録音：阪口和
- 美術装飾：田中智子
- 編集・VFXスーパーバイザー：西山理彦
- 監督補：山下久義
- 制作担当：福島伸司
- スタイリスト：神田百実
- ヘアメイク：風間啓子
- ダイアログエディター：野村みき
- リレコーディングミキサー：大保達哉
- 製作幹事：カルチュア・エンタテインメント
- 制作プロダクション：C＆Iエンタテインメント
- 配給：カルチュア・パブリッシャーズ

## 主題歌
本作の主題歌「鯨の骨」は、映画の共演者でありアーティストのあのが作詞・作曲を担当した。大江監督からの依頼を受け、映画の撮影中に感じたことを詩に反映し、劇中の明日香の切ない想いを表現している。この楽曲は、彼女の1stアルバム『猫猫吐吐』に収録される。